# Novo Selo (Loznica)
Pour les articles homonymes, voir Novo Selo.
Novo Selo (en serbe cyrillique : Ново Село) est une localité de Serbie située sur le territoire de la ville de Loznica, district de Mačva. Au recensement de 2011, elle comptait 1 161 habitants.
Novo Selo est officiellement classé parmi les villages de Serbie.

## Démographie

### Évolution historique de la population
| 1948  | 1953  | 1961  | 1971  | 1981  | 1991  | 2002  | 2011  |
| ----- | ----- | ----- | ----- | ----- | ----- | ----- | ----- |
| 1 258 | 1 377 | 1 526 | 1 518 | 1 452 | 1 475 | 1 404 | 1 161 |

|  |